# Izabella Lebenstein
Franciszka Lebenstein, imię zakonne Maria Izabella od Najświętszego Sakramentu (ur. 3 kwietnia 1838 w Gąsewie, zm. 17 sierpnia 1918 w Przasnyszu) – kapucynka, wieloletnia przełożona klasztoru w Przasnyszu.

## Życiorys
Córka Wincentego i Teresy z Głódziów. W 1856 wstąpiła do nowo organizującego się zgromadzenia felicjanek. Była jedną z pierwszych towarzyszek bł. Marii Angeli Truszkowskiej. W 1860 matka Izabella została wybrana do powstającej klauzury w domu macierzystym zgromadzenia na ul. Daniłowiczowskiej w Warszawie. Od kasaty felicjanek w grudniu 1864 przebywała wraz z felicjankami klauzurowymi w Łowiczu w klasztorze bernardynek.
W 1866 po wyjeździe fundatorki i przełożonej generalnej m. Angeli Truszkowskiej do Krakowa, s. Izabella została wybrana w Łowiczu na przełożoną sióstr klauzurowych. Funkcję przełożonej wspólnoty pełniła aż do śmierci przez 52 lata. O. Honorat Koźmiński odwiedzał osobiście klauzurowe felicjanki w łowickim klasztorze i napisał dla nich konstytucje, według których żyły jako pierwsza polska wspólnota kapucynek.
W 1871 w wyniku starań o osobny klasztor siostry otrzymały nakaz przeniesienia się do Przasnysza do konwentu bernardynek, po otrzymaniu przez te ostatnie w 1871 dekretu kasacyjnego. Nie mogły jednak przyjmować nowych kandydatek. Razem z sześcioma siostrami przasnyskiej wspólnoty s. Izabella doczekała się dekretu tolerancyjnego w 1905. W wyniku kolejnych starań klasztor otrzymał od cara Mikołaja II pozwolenie na przyjęcie czterech kandydatek. S. Izabella dożyła jeszcze utworzenia w klasztorze regularnego nowicjatu w 1916 - już po wkroczeniu Niemców do miasta.
Zmarła po dziesięciodniowej chorobie w klasztorze w Przasnyszu. Jej doczesne szczątki spoczywają w podziemiach tego klasztoru.